# Romerska slavkrigen
Romerska slavkrigen var en serie krig som utspelade sig under den Romerska republiken.
- Första slavkriget: 135 f.Kr.-132 f.Kr. på Sicilien, lett av Eunus och Cleon.
- Andra slavkriget: 104 f.Kr.-103 f.Kr. på Sicilien, lett av Athenion och Tryphon.
- Tredje slavkriget (även kallat Spartacusupproret och Gladiatorkriget): 73 f.Kr.-71 f.Kr. i Italien, lett av Spartacus.